# Фридриховиці
Фридриховиці (пол. Frydrychowice) — село в Польщі, у гміні Вепш Вадовицького повіту Малопольського воєводства.
Населення — 2835 осіб (2011).

## Історія
У 1975-1998 роках село належало до Бельського воєводства, підпорядковувалося районній адміністрації у Вадовицях.

## Демографія
Демографічна структура станом на 31 березня 2011 року:
|          | Загалом | Допрацездатний вік | Працездатний вік | Постпрацездатний вік |
| -------- | ------- | ------------------ | ---------------- | -------------------- |
| Чоловіки | 1426    | 389                | 918              | 119                  |
| Жінки    | 1409    | 346                | 798              | 265                  |
| Разом    | 2835    | 735                | 1716             | 384                  |